# Asieso
Asieso es una localidad española perteneciente al municipio de Jaca, en la Jacetania, provincia de Huesca, Aragón. 
El municipio de Jaca tiene considerable extensión y por este motivo está dividido en seis unidades. Asieso pertenece a la unidad de La Solana, de la que también forman parte las poblaciones vecinas de Ascara, Novés, Araguás del Solano, Caniás, Abay, Banaguás y Guasillo. 

## Asieso y la Solana
Se encuentra al oeste de Jaca, a dos kilómetros de distancia, en un piedemonte orientado hacia el sur, de donde procede su denominación "Solana", que configura una amplia llanura idónea para el cultivo de cereal que únicamente se rompe por la existencia de "coronas" (altozanos), en una de las cuales, a 850 metros de altitud, se asienta Asieso, que domina la orilla derecha del Aragón. Está regada por los ríos Estarrún y Lubierre que la recorren de norte a sur hasta desembocar en el Aragón que fluye de este a oeste, en dirección a Berdún. 
Configura un espacio natural adecuadamente conservado, por este motivo está declarado como Lugar de Importancia Comunitaria (LIC), Espacio protegido incluido en la Red Natura 2000 y Zona de Especial Protección para las Aves (ZEPA), en la que anidan el aguilucho lagunero y el cenizo, el milano negro y el real, el carbonero, el cernícalo, el martín pescador, el alcaudón real y la calandria.

## Toponimia
Asieso aparece citado en la documentación histórica desde 1034 como Asiesu, Asisu, Assiesu, Asienso. Assiesso, Asiesso y Sieso.

## Historia
La primera noticia documentada sobre Asieso se remonta a 1034 con motivo de una donación de viñas de esta localidad al monasterio de san Juan de la Peña. En 1086 es una población realenga y, por este motivo, el rey Sancho Ramírez la entrega como dote a su esposa Felicia de Roucy. 
En 1202 la iglesia se encuentra bajo la jurisdicción del obispo de Huesca-Jaca que, en esa fecha, la entrega al hospital de santa Cristina de Somport, dedicado al cuidado de los peregrinos a Santiago de Compostela. Permaneció en esta situación hasta el siglo XVII cuando pasó a los dominicos de Jaca. 
En 1393 el rey Juan I dona Asieso a la ciudad de Jaca, también realenga, y así continuó hasta el siglo XIX, cuando se independizó como municipio para más tarde adscribirse al de Banaguás. En 1863 volvió a incorporarse a Jaca.
En el censo realizado en 1445 aparece con tres fuegos, lo que vendría a suponer unos 30 habitantes. A mediados del siglo XVIII su población alcanza el máximo con unos 80 habitantes, repartidos en ocho casas, esta situación que se mantiene a mediados del siglo XIX, según recoge el Diccionario de Pascual Madoz, que precisa que su terreno "es quebrado y de secano, no obstante pasar por las inmediaciones el mencionado río Aragón, cuyas aguas no pueden utilizarse por la profundidad de su cauce. Contiene 40 cahizadas de las cuales 29 son de cultivo y mediana calidad, y las 11 restantes sirven para pastos"; para concluir que produce "trigo, cebada , avena, cría ganado lanar y cabrío, algún vacuno y caza de liebres y perdices". En la segunda mitad del siglo XX Asieso se despobló, como el conjunto de pueblos de la comarca.

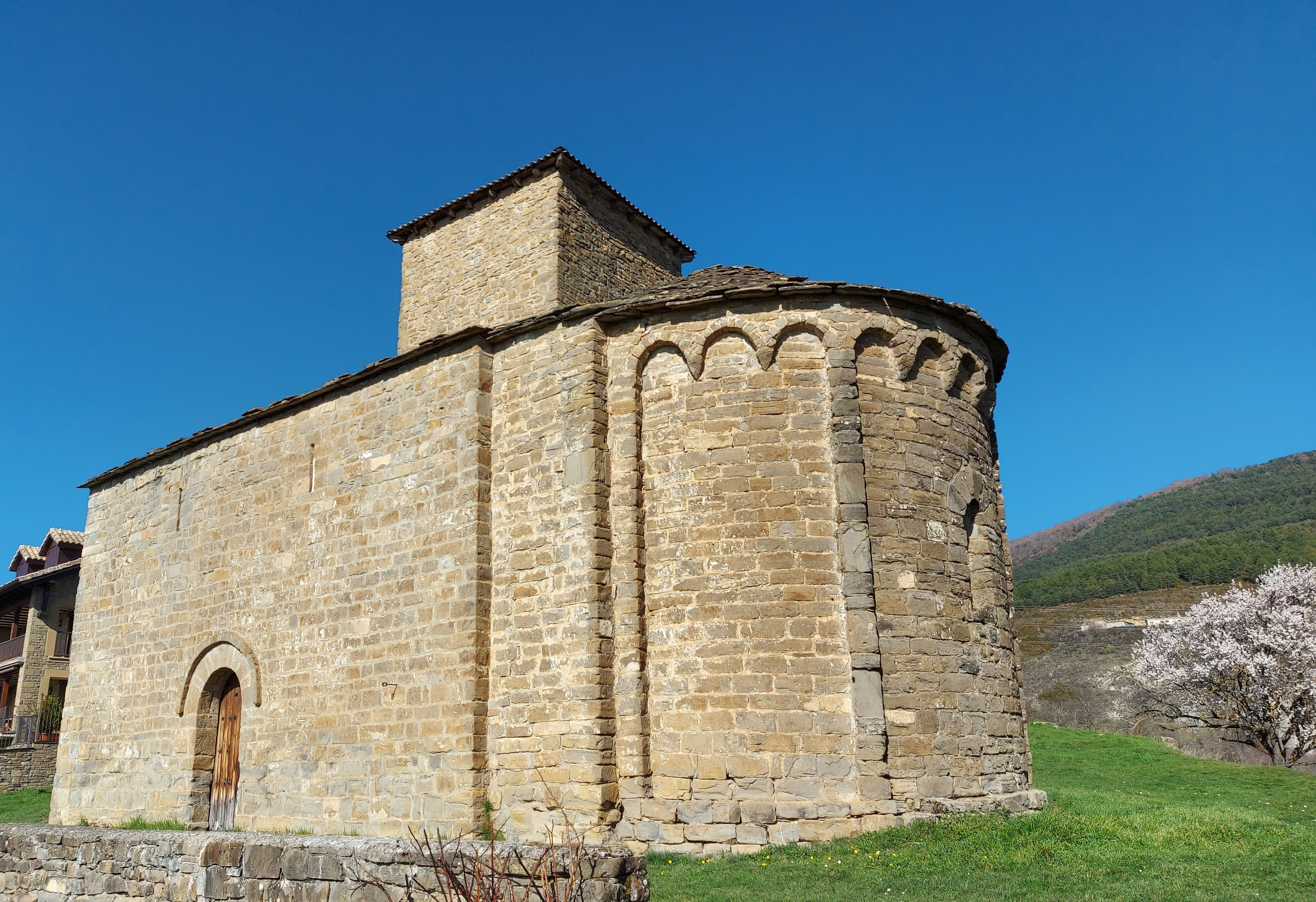
Iglesia románica de San Andrés

## Iglesia deSan Andrés
Se encuentra en un espacio despejado, ya que en la restauración que se llevó a cabo a finales del siglo XX se derribaron el atrio, la sacristía y la casa parroquial (abadía) que tenía anejos, así como el coro elevado situado al pie de la nave. 
El edificio es de pequeñas dimensiones, proporcionado, construido con sillarejo. Tiene planta rectangular, con una sola nave con cubierta de madera a dos aguas, que termina en un pequeño presbiterio con bóveda de cañón, como es frecuente en este tipo de iglesias. El ábside es semicircular, está orientado al este, tiene una ventana con arco de medio punto y está cubierto con bóveda de cuarto de esfera. Al exterior presenta siete arquillos ciegos junto a la cornisa y cuatro pilastras de refuerzo (lesenas), estos dos elementos lo relacionan con el románico lombardo que arraigó en Ribagorza en el siglo XI y llegó a La Solana a partir de mediados del XII. La localidad cercana de Banaguás tiene un ábside semejante. La puerta se abre en el muro que da al sur y tiene arco de medio punto resaltado por una imposta de sección cuadrada; en la parte superior de este muro se encuentran dos saeteras, que proporcionan escasa luz al interior y, en consecuencia, esta provendrá fundamentalmente del vano del ábside. La torre es una construcción posterior, posiblemente del siglo XVII, y está adosada al muro norte, donde se encuentra también el cementerio.
En el interior, la pila del agua bendita es un capitel románico invertido, vaciado para recoger el agua, en el que se ha representado una figura humana entre dos leones, lo que podría figurar a Daniel en el foso de los leones. Se estima que procede del desaparecido claustro románico de la catedral de Jaca. Destaca también la pila bautismal, rectangular, con motivos geométricos incisos y con una ejecución tan sugestiva como tosca.

## Fiestas
Celebra sus fiestas el 11 de noviembre, san Martín de Tours, titular de la parroquia a partir del siglo XVII, aunque popularmente se la sigue denominando de san Andrés.

## Galería de imágenes

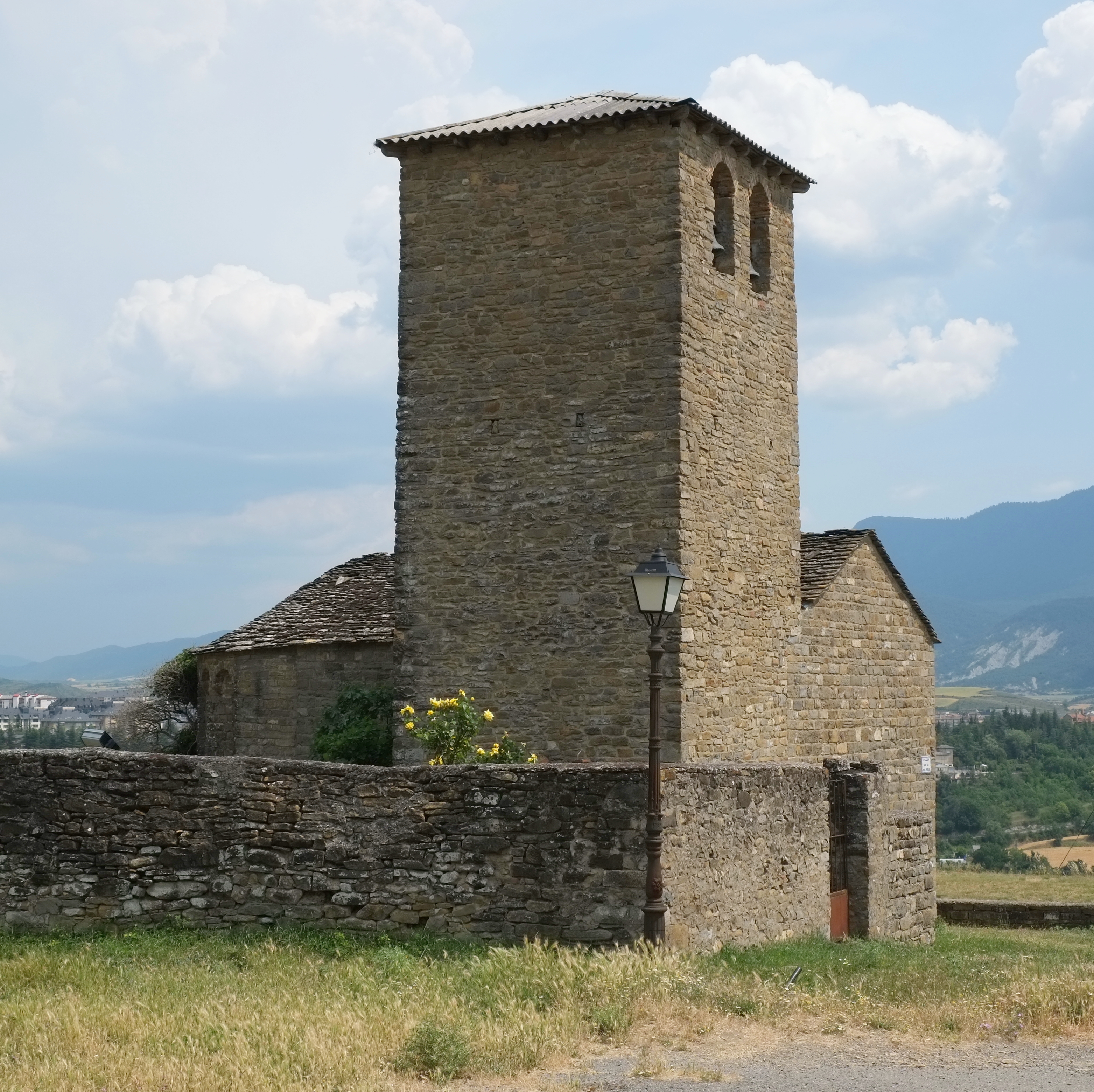
Torre y cementerio
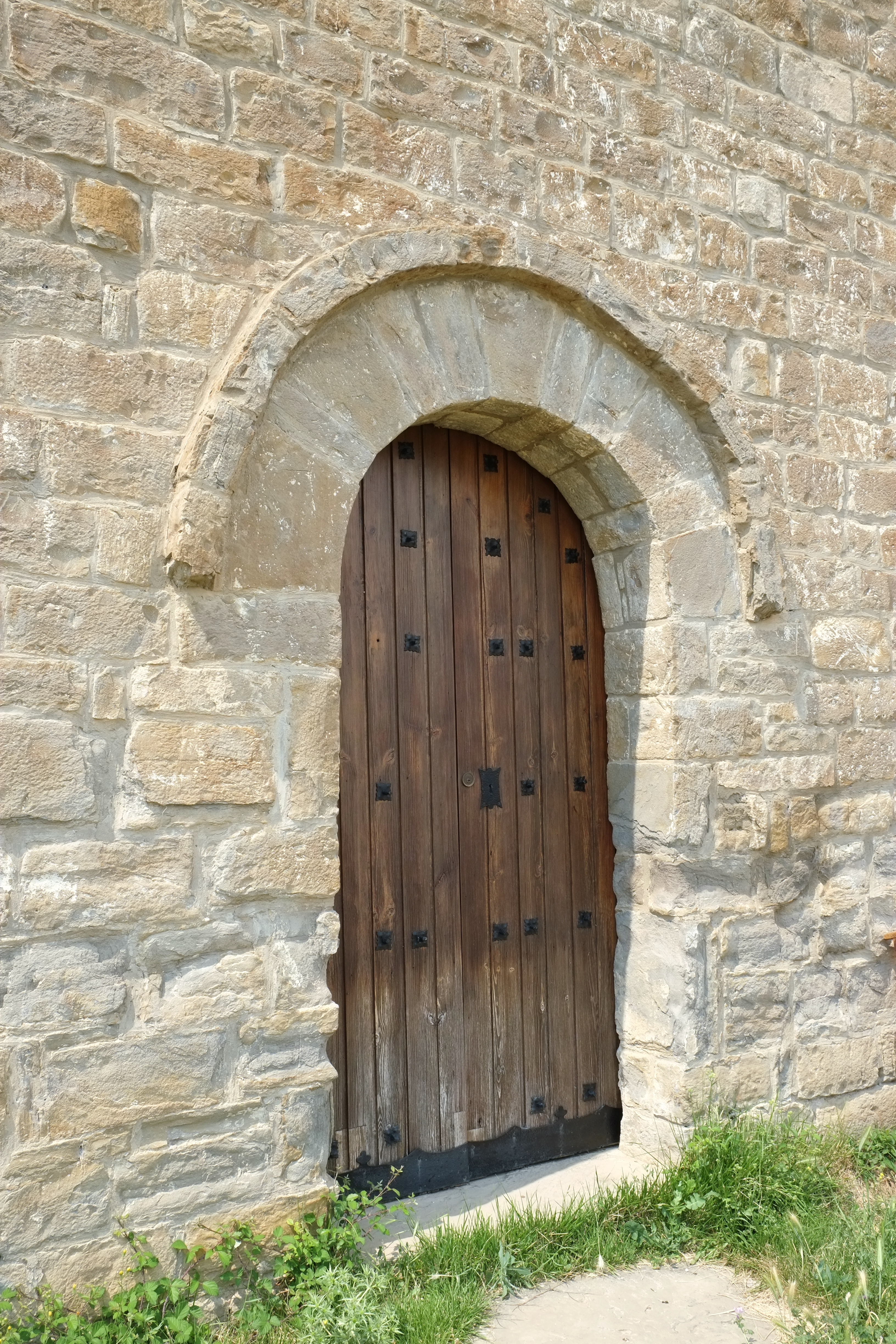
Puerta en el muro sur
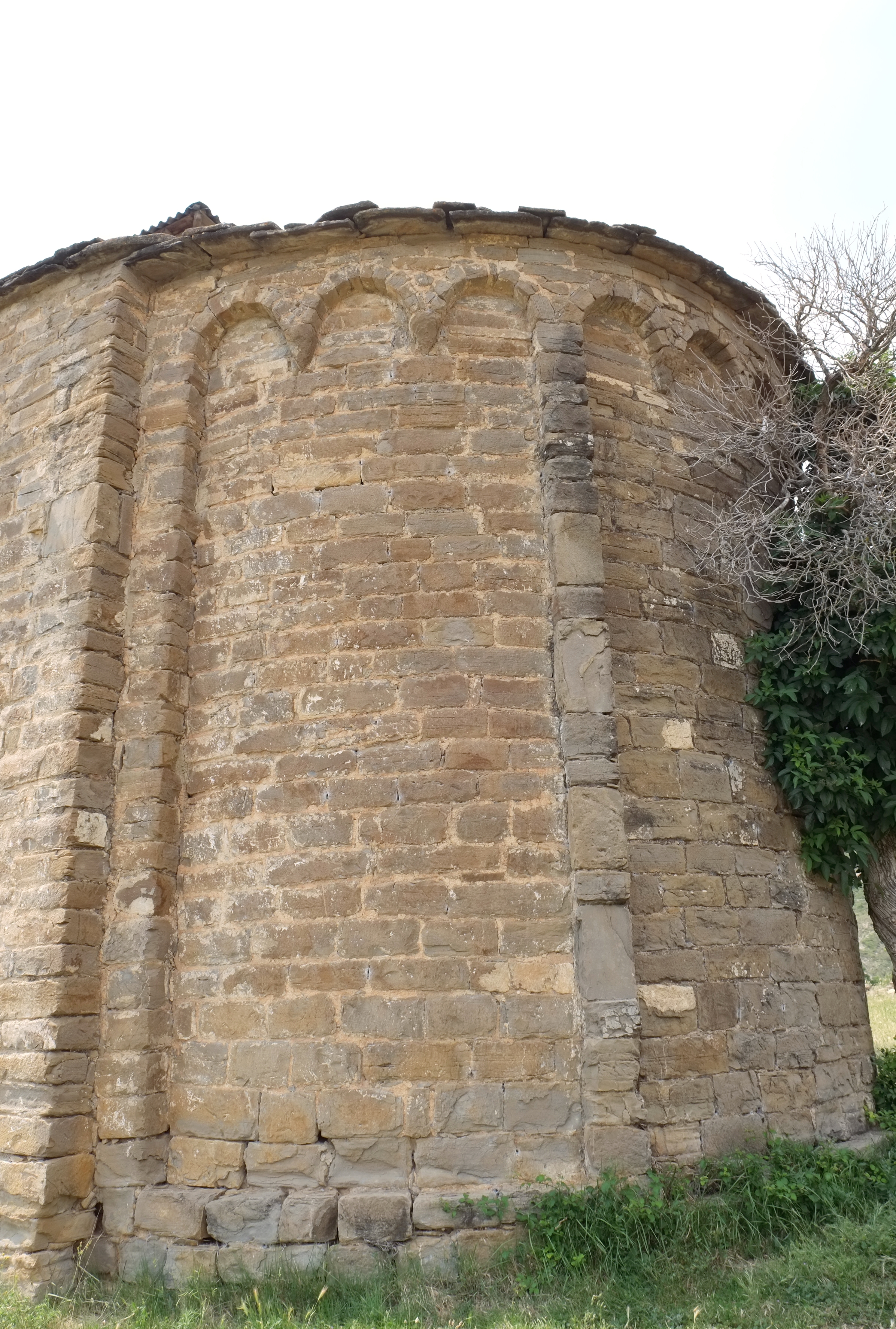
Ábside desde el muro sur
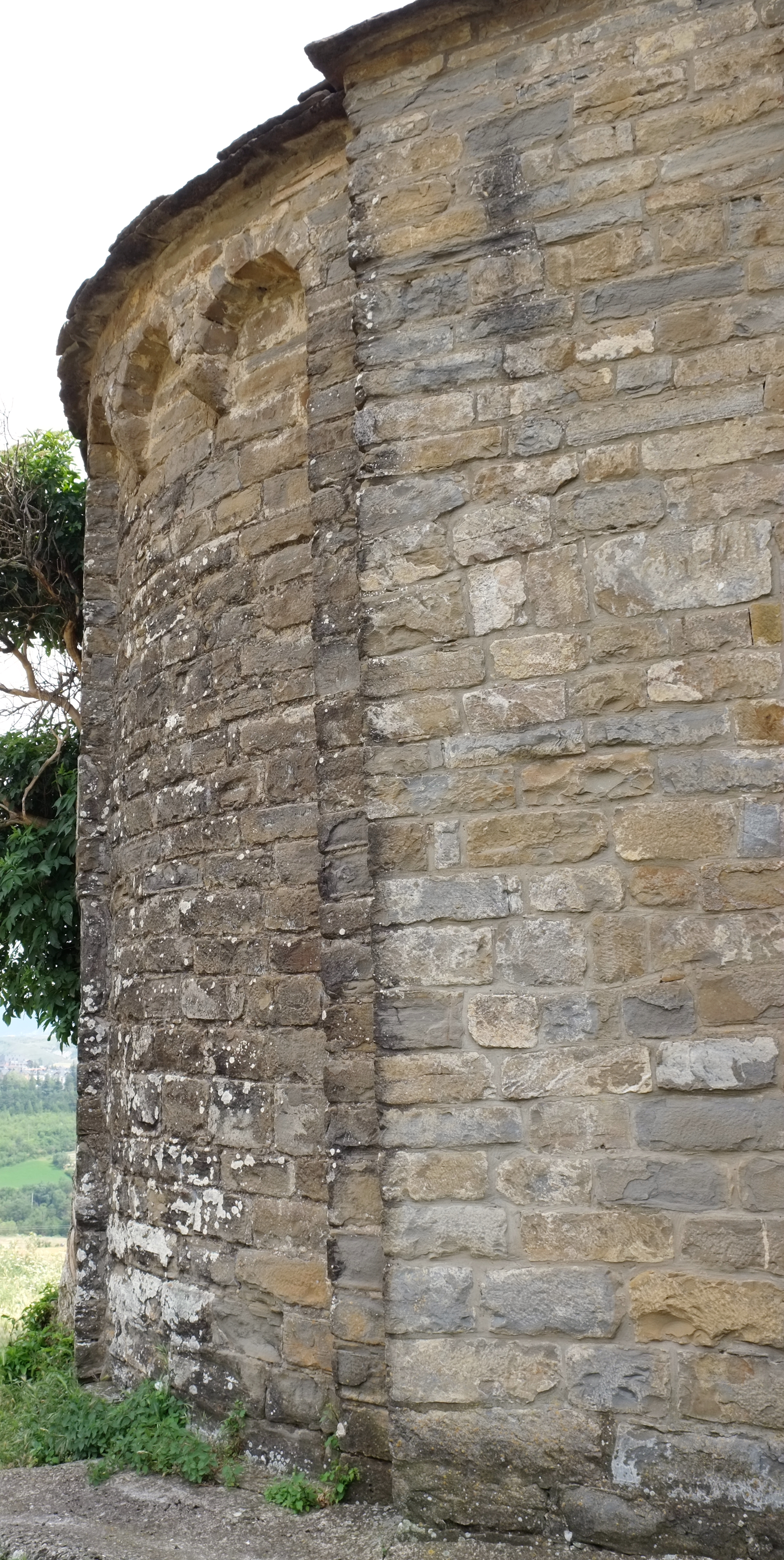
Ábside desde el muro norte